# Agustín Cabello
Agustín Cabello (Pergamino, Buenos Aires, Argentina, 9 de abril de 1998) es un futbolista de Argentina. Juega como mediocampista. Actualmente se desempeña en Douglas Haig de Pergamino del Torneo Federal A.

## Clubes
| Club                      | País      | Año           |
| ------------------------- | --------- | ------------- |
| Douglas Haig de Pergamino | Argentina | 2015-presente |